# Кува-Табаквит-Талпаро
Кува-Табаквит-Талпаро (англ. Couva–Tabaquite–Talparo, Произношениео файле) — регион на острове Тринидад в составе республики Тринидад и Тобаго. Образован в 1990 году.

## География
Омывается заливом Пария с запада, граничит с городом Чагуанас на северо-западе, регионом Тунапуна-Пиарко на севере, регионами Сангре-Гранде и Майаро — Рио-Кларо на востоке, Принсес-Таун на юге и городом Сан-Фернандо на юго-западе. Площадь — 723 км². Столица — Кува. Является вторым по численности населения регионом и четвёртым по плотности населения. По площади Кува-Табаквит-Талпаро является третьим регионом, уступая Сангре-Гранде и Майаро — Рио-Кларо. Располагается в Центральном Тринидаде на равнине Карони.

### Природа
Большая часть Центрального хребта располагается в регионе Кува-Табаквит-Талпаро, там же находятся водопады Брассо-Венадо и Гран-Кува. Фонд охраны пернатой дичи Пуэнт-а-Пьера (англ. Point-a-Pierre Wild Fowl Trust) располагается на территории крупнейшего месторождения нефти на юге Тринидада и занимает порядка 30 га: на его территории находятся два озера. Территория Фонда является единственной площадкой для эко-туризма на острове: её нередко посещают учёные. Вдоль пруда возведена небольшая набережная, также рядом находится музей культуры индейцев. На территории размером около 26 га насчитывается порядка 90 видов птиц, в том числе находящиеся под угрозой исчезновения водоплавающие и певчие птицы, алые ибисы, цапли и другие.

## Демография

### Население
По состоянию на 9 января 2011 года население региона Кува-Табаквит-Талпаро составляло 178 410 человек (при 162 779 по переписи 2000 года).

### Происхождение
| Расовое происхождение                              | 2011   |
| -------------------------------------------------- | ------ |
| Индотринидадцы (южноазиатского происхождения)      | 57,65% |
| Чернокожие тринидадцы (африканского происхождения) | 18,94% |
| Смешанного происхождения                           | 10,7%  |
| Дугла (потомки африканцев и индийцев)              | 7,3%   |
| Китайцы                                            | 0,16%  |
| Индейцы                                            | 0,6%   |
| Арабы (сирийцы и ливанцы)                          | 0,1%   |
| Белые тринидадцы                                   | 0,12%  |
| Другие                                             | 0,8%   |
| Не указали                                         | 4,8%   |

### Религия
| Религия в регионе Кува-Табаквит-Талпаро (перепись 2011 года) | Религия в регионе Кува-Табаквит-Талпаро (перепись 2011 года) | Религия в регионе Кува-Табаквит-Талпаро (перепись 2011 года) | Религия в регионе Кува-Табаквит-Талпаро (перепись 2011 года) | Религия в регионе Кува-Табаквит-Талпаро (перепись 2011 года) |
| Религия                                                      |                                                              |                                                              | Процент                                                      |                                                              |
| ------------------------------------------------------------ | ------------------------------------------------------------ | ------------------------------------------------------------ | ------------------------------------------------------------ | ------------------------------------------------------------ |
| Христианство                                                 |                                                              |                                                              | 43.5 %                                                       |                                                              |
| Индуизм                                                      |                                                              |                                                              | 31.3 %                                                       |                                                              |
| Нет/не указано                                               |                                                              |                                                              | 9.9 %                                                        |                                                              |
| Другая                                                       |                                                              |                                                              | 7.9 %                                                        |                                                              |
| Ислам                                                        |                                                              |                                                              | 7.4 %                                                        |                                                              |

### Крупнейшие города
| №  | Название     | Графства    | Население |
| -- | ------------ | ----------- | --------- |
| 1  | Кува         | Карони      | 48 858    |
| 2  | Гаспарильо   | Виктория    | 16 426    |
| 3  | Клакстон-Бэй | Виктория    | 14 436    |
| 4  | Фрипорт      | Карони      | 11 850    |
| 5  | Карапичаима  | Карони      | 5 995     |
| 6  | Чейз-Вилледж | Карони      | 4 014     |
| 7  | Табаквит     | Сент-Джордж | 3 138     |
| 8  | Капаро       | Карони      | 2 979     |
| 9  | Сент-Мэрис   | Карони      | 2 240     |
| 10 | Тальпаро     | Сент-Джордж | 1 661     |

### Избирательные округа
- Балмейн / Эсперанца / Форрес-Парк
- Каратал / Тортуга
- Клакстон-Бэй / Пуант-а-Пьер
- Эдинбург / Чикленд
- Фелисити / Калькутта / Мак-Бин
- Прейсал / Фрипорт / Калькутта
- Гаспарильо / Бон-Авентюр
- Лас-Ломас / Сан-Рафаэль / Тальпаро
- Лонгденвилль / Маморал
- Персеверанс / Сент-Мэрис / Ватерлоо
- Пипаро / Сан-Педро / Табаквит

## Экономика
В XVIII — XIX веках и в первой половине XX века это был крупнейший по добыче сахара и какао регион. В регионе располагается плотина Карони-Арена, обеспечивающая поставку воды на север острова Тринидад, и плотина Нэвет, обеспечивающая поставку воды в центр и на юг острова.